# Aaron Cowie
Aaron Cowie (Kaitaia, 20 gennaio 1975) è un ex rugbista a 15 neozelandese, affiliato alla federazione scozzese.
Nel 2006-07 ha giocato con l'Amatori Catania nel Super 10 italiano.